# Elecciones al Senado de Filipinas de 2019
Las elecciones al Senado de Filipinas de 2019 fue la 33.ª elección sexenal celebrada en Filipinas. Fueron disputados 12 de los 24 escaños del Senado. Estas se realizaron el 13 de mayo de 2019 a la misma vez que las elecciones a la cámara de representantes filipina.

## Sistema electoral
Las elecciones al Senado en Filipinas se llevan a cabo a través del sistema de votación en donde todo el país es un "distrito" general o circunscripción única. Cada votante puede seleccionar hasta doce candidatos (un voto por candidato), y los doce candidatos con el mayor número total de votos son elegidos.
Cada partido respalda una lista de candidatos, que generalmente no excede de una boleta de 12 personas. Este sistema es conocido como voto único no transferible.
Los senadores tienen un mandato limitado a dos mandatos consecutivos, aunque son elegibles para un tercer mandato no consecutivo. Solo la mitad de los escaños están en cada elección senatorial. Los senadores ganadores sucederán a los elegidos en 2013 y se unirán a los elegidos en 2016 en el 18.º Congreso.